# Игор Там
Игор Јевгењевич Там (рус. И́горь Евге́ньевич Тамм; 8. јули 1895 – 12. април 1971) био је совјетски физичар који је добио Нобелову награду за физику 1958. године, заједно са Павелом Черенковом и Илијом Франком, за откриће Черенковљевог ефекта 1934. године.

## Биографија
Према руским изворима, Там потиче из породице немачког племства, са очеве стране. Његов деда, Теодор Там, је емигрирао из Тирингије (други извори погрешно га описују као јеврејина). Завршио је гимназију у Елисаветграду (садашњи Кропивницки, Украјина). Студирао је на Универзитету у Единбургу у периоду од 1913. до 1914. године заједно са својим школским другаром Борисом Хесеном.
На почетку Првог светског рата 1914. приступио је војсци као добровољни медицински лекар. 1917. се прикључио револуционарном покрету и постао антиратни активиста који је служио у револуционарним одборима након мартовске револуције. Вратио се на Државни универзитет у Москви, где је дипломирао 1918. године.
Там се оженио са Наталијом Шујскајом (1894—1980) у септембру 1917. године. Имали су двоје деце, Ирину (1921—2009, хемичарка) и Евгенију (1926—2008, експериментални физичар и познати алпиниста, лидер совјетске експедиције на Еверест 1982.).
Дана 1. маја 1923. Там је почео да предаје физику на Московском државном педагошком универзитету. Исте године завршио је свој први научни рад, Електродинамика анизотропног медијума у специјалној теорији релативности. 1928. године радио је неколико месеци са Паулом Ехренфестом на Универзитету у Лајдену. Од 1934. до своје смрти 1971. године, Там је био шеф теоретског одељења на Физичком институту Лебедев у Москви.
Био је добитник Нобелове награде за физику 1958. године заједно са Павелом Черенковом и Илијом Франком за откривање и тумачење Черенковљевог ефекта.
Крајем 1940-их и почетком 1950-их Там је био укључен у пројекат Совјетског термонуклеарног бомбардовања. У периоду од 1949. до 1953. године, провео је већину свог времена у "тајном граду" Сарову, радећи као шеф теоретске групе за развој хидрогенске бомбе, али се повукао из пројекта и вратио се на Физички институт Лебедев у Москви након првог успешног теста хидрогенске бомбе 1953. године.
Там је био атеиста.
Там је умро у Москви 1971. године. Лунарни кратер Там је добио име по њему.